# Базелюк Сергій Володимирович
Сергі́й Володи́мирович Базелю́к (1986—2025) — молодший лейтенант Збройних сил України, учасник російсько-української війни.

## Життєпис
Народився 5 вересня 1986 року в селі Коваленки Житомирської області. Закінчив Хмельницьку школу № 28, потім отримав спеціальність слюсаря з ремонту автомобілів у ВПУ № 11. Закінчив Хмельницький національний університет за спеціальністю облік і оподаткування. Працював таксистом, водієм вантажівки, бухгалтером ОСББ. 6 червня 2024 року призваний на військову службу. Був командиром механізованого взводу в/ч А4053. Загинув 19 січня 2025 року в районі села Колодязі Краматорського району Донецької області.

## Нагороди
- Орден Богдана Хмельницького III ступеня (6 червня 2025, посмертно) — за особисту мужність, виявлену у захисті державного суверенітету та територіальної цілісності України, самовіддане виконання військового обов'язку[2].